# Seigo Shimokawa
Seigo Shimokawa (下川 誠吾 Shimokawa Seigo?, nacido el 17 de noviembre de 1975 en Hyogo) es un exfutbolista japonés. Jugaba de guardameta y su último club fue el Oita Trinita de Japón.

## Trayectoria

### Clubes
| Club              | País  | Año         |
| ----------------- | ----- | ----------- |
| Cerezo Osaka      | Japón | 1996 - 2003 |
| Kawasaki Frontale | Japón | 2004 - 2005 |
| Oita Trinita      | Japón | 2006 - 2010 |

## Palmarés

### Títulos nacionales
| Título         | Club              | País  | Año  |
| -------------- | ----------------- | ----- | ---- |
| J2 League      | Kawasaki Frontale | Japón | 2004 |
| Copa J. League | Oita Trinita      | Japón | 2008 |